# Pactul de la Varșovia
Pactul de la Varșovia sau Tratatul de la Varșovia, numit în mod oficial Tratatul de prietenie, cooperare și asistență mutuală a fost o alianță militară a țărilor din Europa Răsăriteană și din Blocul Răsăritean, care voiau să se apere împotriva amenințării pe care o percepeau din partea alianței NATO (care a fost fondată în 1949). Crearea Pactului de la Varșovia a fost grăbită de integrarea Germaniei de Vest „remilitarizată” în NATO la 9 mai 1955 prin ratificarea de către țările occidentale a Înțelegerilor de la Londra și Paris. Tratatul de la Varșovia a fost inițiat de către Nikita Hrușciov în 1955 și a fost semnat la Varșovia pe 14 mai 1955.  
De facto, prin semnarea Pactului de la Varșovia, URSS avea scopul de a-și menține influența în țările Europei de sud Est printr-un control militar deosebit de strict.
Pactul și-a încetat existența pe 3 martie 1991 și a fost în mod oficial dizolvat la întâlnirea de la Praga, pe 1 iulie 1991.

## Membri
| Membru                                    | Perioada                                                           |
| ----------------------------------------- | ------------------------------------------------------------------ |
| Republica Populară Albaneză               | 1968; retrasă oficial din Pact, din cauza diferențelor ideologice. |
| Republica Socialistă Cehoslovacă          | 1955–1991                                                          |
| Republica Populară Polonă                 | 1955–1991                                                          |
| Republica Democrată Germană               | 1956–1990                                                          |
| România comunistă                         | 1955–1991                                                          |
| Republica Populară Ungară                 | 1955–1991                                                          |
| Republica Populară Bulgaria               | 1955–1991                                                          |
| Uniunea Republicilor Sovietice Socialiste | 1955–1991                                                          |

Toate statele comuniste ale Europei Răsăritene au semnat acest pact, cu excepția Iugoslaviei. Membrii Pactului de la Varșovia și-au luat angajamentul să se apere unii pe alții, dacă unul sau mai mulți dintre ei erau atacați. Tratatul declara de asemenea că semnatarii își bazau relațiile pe principiul neintervenției în afacerile interne și pe respectul suveranițății și independenței naționale – până la urmă, aceste principii vor fi încălcate mai târziu în cazul intervențiilor din Ungaria - (1956) și Cehoslovacia - (1968).
Albania a încetat să mai fie membru activ al alianței în 1961 ca urmare a rupturii sino-sovietice, criză în care regimul dur stalinist din Albania s-a situat de partea Chinei. Albania s-a retras în mod oficial din Pact în 1968.

## Istoric
După terminarea oficială a celui de-al doilea război mondial, în conformitate cu discursul lui W. Churchill (prim ministru al Regatului Unit la acea dată), de la Fulton, s-a declanșat Războiul rece și a apărut conceptul de cortină de fier. Urmare a politicii consecvente de apărare a sistemului economic și politic (implicit a intereslor economice ale marelui capital din lumea occidentală) trupele germane, în calitate de "prizonieri", aflate pe teritoriul Germaniei de Vest au fost reînarmate și au constituit baza viitorului "Bundeswehr" - armata regulată a R.F.G.
Pe fondul evenimentelor din 1948 din Cehoslovacia (expulzări ale etnicilor germani, alegeri, reconstrucție economică) apare infiltrarea agenților serviciilor speciale ale S.U.A. și Marii Britanii cu rol de "agitatori". Existând cauza, trupele sovietice nu părăsesc Europa Centrală și de Est cucerită-eliberată, staționând pe teritoriul mai multor state. Aflate pe linia de demarcație dintre cele două blocuri foste aliate, armata sovietică nu a plecat din Ungaria decât după dizolvarea Tratatului de la Varșovia.

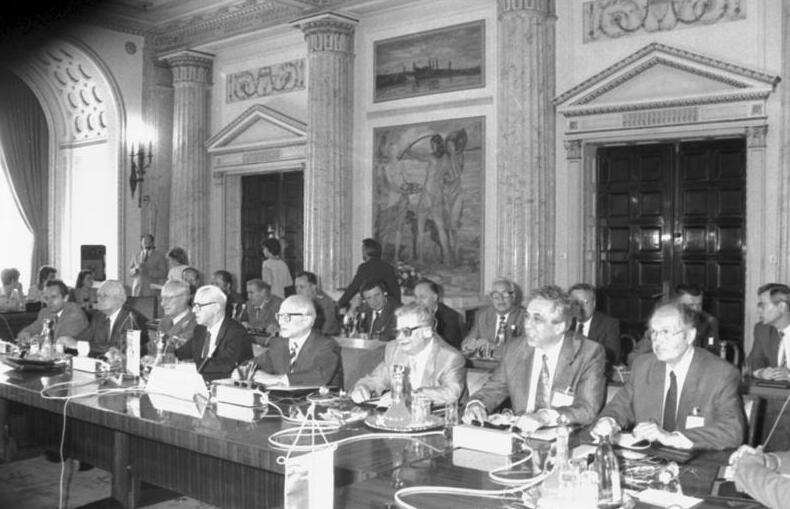
Cele mai importante figuri ale Pactului de la Varșovia la o întrunire în București (07.VII.1989)

În timpul revoluției maghiare din 1956, guvernul ungar s-a împărțit în două facțiuni, una condusă de Imre Nagy iar alta condusă de János Kádár. Pentru a ajuta la scăderea tensiunilor, trupele sovietice s-au retras parțial (și-au redus numărul) din Ungaria pe durata disputelor interne. Când facțiunea lui Imre Nagy a declarat că Ungaria s-a retras din alianță, iar partizanii săi au atacat unitățile militare – garnizoanele armatei sovietice – a urmat replica, iar militarii Tratatului de la Varșovia au reintrat în țară în octombrie 1956, la cererea lui János Kádár și a facțiunii sale, iar rezistența (impropriu spus dacă trupele sovietice ar fi părăsit vreodată Ungaria) maghiară (parțial sprijinită moral, militar și mai ales financiariar de către N.A.T.O.) a fost înfrântă în două săptămâni.
Forțele Tratatului (Pactului) de la Varșovia au fost folosite și în luna august 1968, după declararea-declanșarea evenimentelor interne din Cehoslovacia (Primăvara de la Praga), când a fost invadată Cehoslovacia pentru a pune capăt reformelor puse în practică de guvernul lui Alexander Dubček.
Șeful departamentului militar al Partidului Comunist Cehoslovac, Generalul Locotenent Vaclav Prchlik, denunțase deja, într-o conferință de presă televizată, Tratatul de la Varșovia ca pe o alianță inegală și declarase că armata cehoslovacă era pregătită să apere, prin luptă dacă era necesar, suveranitatea țării. Pe 20 august 1968, o forță constituită din 23 de divizii ale armatei sovietice au intrat în Cehoslovacia sprijinită și de o divizie maghiară, două est-germane, una bulgară și două poloneze. România a fost contra intervenției și în consecință a refuzat să contribuie cu trupe.
Această interventie a fost explicată de Doctrina Brejnev care afirma că: "Atunci când forțe care sunt ostile socialismului încearcă să deturneze către capitalism dezvoltarea unor țari socialiste, acest fapt nu devine numai o problemă a țării în discuție, dar și o problemă și o preocupare a tuturor țărilor socialiste." În mod implicit, acestă doctrină rezerva chiar conducerii Uniunii Sovietice dreptul de a defini "socialismul" și "capitalismul" în conformitate cu propriile interese.
După invazia Cehoslovaciei, Albania s-a retras în mod formal din Pactul de la Varșovia, deși această țară încetase să mai sprijine pactul încă din 1962. Nicolae Ceaușescu, conducătorul RSR, a denunțat invazia atât ca pe o violare a legilor internaționale, cât și ca pe o încălcare a principiilor de neintervenție mutuală în afacerile interne, spunând că autoapărarea colectivă împotriva agresiunii externe era singura misiune autorizată a Pactului de la Varșovia.
NATO și Pactul de la Varșovia nu au intrat niciodată în conflicte armate directe, dar au fost părți în Războiul rece pentru mai mult de 35 de ani. În decembrie 1988, Mihail Gorbaciov, liderul Uniunii Sovietice din acea perioadă, a propus așa-numita Doctrină Sinatra, care statua că Doctrina Brejnev avea să fie abandonată iar țările din Europa Răsăriteană erau îndreptățite să facă ceea ce doreau. Când a fost clar că Uniunea Sovietică nu va mai folosi forța pentru a controla Pactul de la Varșovia, au început să apară o serie de schimbări rapide în Europa Răsăriteană în 1989. Noile guverne din țările din Europa Răsăriteană au început să fie din ce în ce mai puțin interesate de menținerea Pactului de la Varșovia, iar în ianuarie 1991 Cehoslovacia, Ungaria și Polonia au anunțat că se vor retrage din organizația militară până la 1 iulie al aceluiași an. Bulgaria a luat o decizie asemănătoare în februarie și era clar că pactul era practic mort. Pactul de la Varșovia a fost în mod oficial dizolvat la întâlnirea de la Praga din 1 iulie 1991. 

## OTAN și Pactul de la Varșovia: compararea celor două forțe

### Forțele OTAN-ului și ale Pactului de la Varșovia din Europa
|                                              | Estimările OTAN-ului | Estimările OTAN-ului  | Estimările Pactului de la Varșovia | Estimările Pactului de la Varșovia |
| Tip                                          | OTAN                 | Pactul de la Varșovia | OTAN                               | Pactul de la Varșovia              |
| Personal                                     | 2.213.593            | 3.090.000             | 3.660.200                          | 3.573.100                          |
| Avioane de luptă                             | 3.977                | 8.250                 | 7.130                              | 7.876                              |
| Totalitatea aeronavelor ofensive             | Nu se știe           | Nu se știe            | 4.075                              | 2.783                              |
| Elicoptere                                   | 2.419                | 3.700                 | 5.720                              | 2.785                              |
| Lansatoare tactice de rachete                | Nu se știe           | Nu se știe            | 136                                | 1.608                              |
| Tancuri                                      | 16.424               | 51.500                | 30.690                             | 59.470                             |
| Arme antitanc                                | 18.240               | 44.200                | 18.070                             | 11.465                             |
| Vehicule blindate de luptă ale infanteriei   | 4.153                | 22.400                | 46.900                             | 70.330                             |
| Artilerie                                    | 14.458               | 43.400                | 57.060                             | 71.560                             |
| Alte vehicule blindate                       | 35.351               | 71.000                |                                    |                                    |
| Vehicul blindat pentru lansare de poduri     | 454                  | 2.550                 |                                    |                                    |
| Sisteme de apărare aeriene                   | 10.309               | 24.400                |                                    |                                    |
| Submarine                                    |                      |                       | 200                                | 228                                |
| Submarine propulsate nuclear                 |                      |                       | 76                                 | 80                                 |
| Nave marine de suprafață mari                |                      |                       | 499                                | 102                                |
| Portavioane                                  |                      |                       | 15                                 | 2                                  |
| Portavioane înarmate cu rachete de croazieră |                      |                       | 274                                | 23                                 |
| Nave de război amfibii                       |                      |                       | 84                                 | 24                                 |

Efectivele forțelor armate ale Pactului de la Varșovia, la 1989 d.C. 
| Țara            | Forțele țării | Forțele sovietice staționate în țară | Grupul de forțe sovietice |
| --------------- | ------------- | ------------------------------------ | ------------------------- |
| Germania de Est | 173.000       | 380.000                              | Grupul de forțe Vest      |
| Bulgaria        | 117.000       |                                      |                           |
| Ungaria         | 91.000        | 65.000                               | Grupul de forțe Sud       |
| Polonia         | 412.000       | 40.000                               | Grupul de forțe Nord      |
| România         | 171.000       |                                      |                           |
| Cehoslovacia    | 200.000       | 70.000                               | Grupul de forțe Centru    |
| TOTALUL         | 1.164.000     | 555.000                              |                           |

## Evoluția Statelor foste membre ale Pactului de la Varșovia
Pe 12 martie 1999, fostele membre al Pactului de la Varșovia: Republica Cehă, Ungaria și Polonia au aderat la NATO. Bulgaria, Estonia, Letonia, Lituania, România, Slovacia și Slovenia s-au alăturăt și ele Alianței Nord-Atlantice în martie 2004.

## Semne

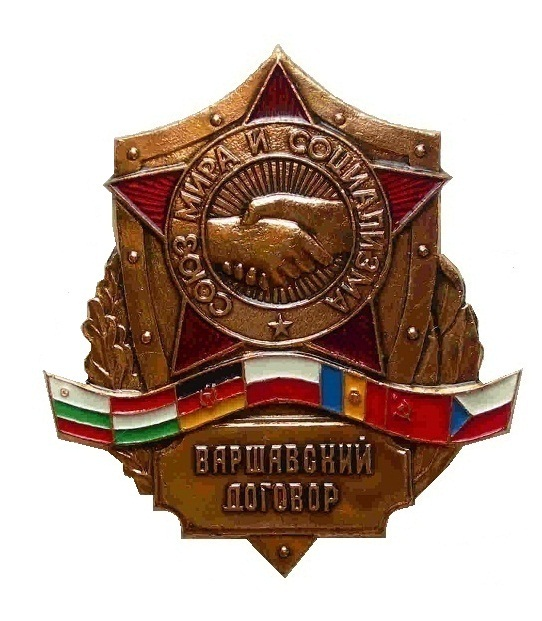
Uniunea pentru pace și a socialismului
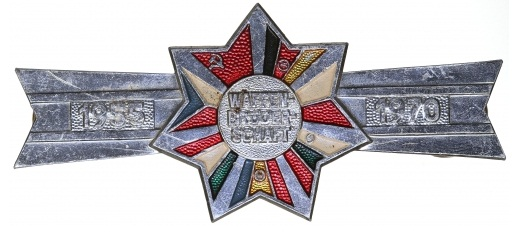
Frați de arme, o excursie comună la sud (1970)
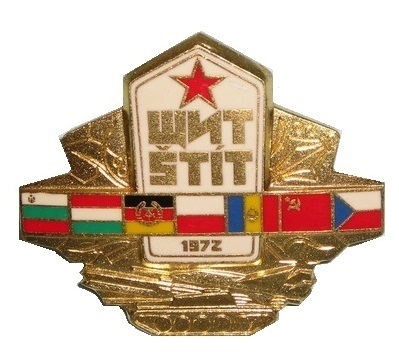
Exerciții în comun, SCUT-72 (1972)
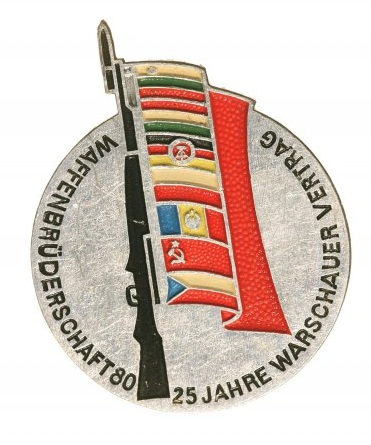
25 de ani de la Tratatul de la Varșovia (1980)
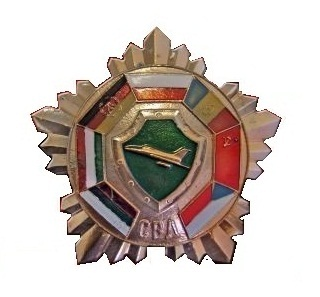
Forțele aeriene ale Pactului de la Varșovia
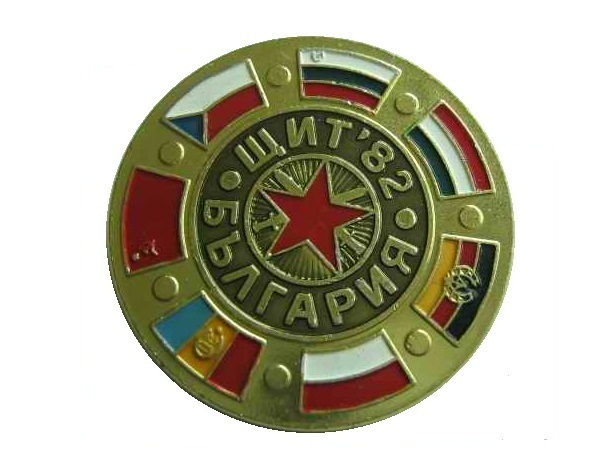
Exerciții în comun, SCUT-82 în Bulgaria (1982)
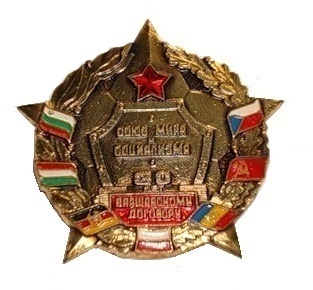
30 de ani de la Tratatul de la Varșovia (1985)